# フィッティング部分群
数学、特に群論と呼ばれる代数学の分野において、有限群 G のフィッティング部分群（英: Fitting subgroup） F(G) = Fit(G) とは、G の最大冪零正規部分群である。名前はハンス・フィッティングに由来する。直感的には、G が可解群のとき、群 G 全体の構造を〈統制〉する最小の部分群に相当する。群 G が可解でないとき、一般化されたフィッティング部分群（generalized Fitting subgroup） F*(G) = F(G)E(G) が同様の役割を果たす。ここで E(G) は G の最大半単純正規部分群である。
有限とは限らない一般の群に対して、フィッティング部分群は冪零正規部分群により生成される部分群として定義される。無限群のフィッティング部分群は冪零であるとは限らない。
この記事では専ら有限群の場合を扱う。

## フィッティング部分群
有限群のフィッティング部分群の冪零性は、「冪零正規部分群の有限積は冪零正規部分群である」というフィッティングの定理により保証される。明示的には、群 G の位数に関する素因数 p に渡る p-core Op(G) の積
{\displaystyle F(G)=\prod _{p}O_{p}(G)}
として表すことができる。
非自明な有限可解群 G は非自明なフィッティング部分群 F(G) を持つ。さらに冪零でない有限群 G の商 G/F(G) は非自明であることから、フィッティング列の長さが定義される。有限可解群 G のフィッティング部分群 F = F(G) は自身の中心化群を含む（つまり
{\displaystyle C_{G}(F)\leq F}
が成り立つ）ので、これにより有限可解群 G は冪零群 CG(F) = Z(F) の冪零群の忠実な自己同型群 G/Z(F) ≤ Aut(F) による拡大
{\displaystyle 1\to Z(F)\to G\to G/Z(F)\to 1}
とみることができる。
冪零群において、任意の主組成因子はすべての元により中心化される。この条件を幾分か緩め、一般の有限群に対して任意の主組成因子を中心化する元からなる部分群をとると、再びフィッティング部分群を得る：
{\displaystyle F(G)=\bigcap \{\,C_{G}(H/K):H/K{\text{ is a cheif factor of }}G\,\}.}